# Internierungslager Sittmannshof
Im Meierhof „Sittmannshof“ bei Loibes im niederösterreichischen Waldviertel befand sich zwischen 1915 und 1916 das Internierungslager Sittmannshof für Staatsbürger aus mit Österreich-Ungarn im Krieg befindlichen Staaten.
In einem dem Grafen van der Straten gehörenden Meierhof zwischen Karlstein an der Thaya und Groß-Siegharts, der vermutlich seit Kriegsbeginn nicht mehr bewirtschaftet wurde, richtete die Bezirkshauptmannschaft Waidhofen an der Thaya ab dem 21. Juni 1915 ein Internierungslager ein.
Alexander Ritter Bosizio von Thurnberg und Jungenegg quartierte hier ungefähr 100 Personen ein, die dem Pächter des Meierhofs und den Besitzern der umliegenden Äcker für landwirtschaftliche Arbeiten zur Verfügung standen.
Aufsicht über die Verwendung der Internierten hatte der Staatstierarzt Doktor Kurzweil, Verwalter des Lagers war der Bürgermeister von Loibes Anton Schild. Dieser war auch für die Verwahrung der Gelder der Internierten verantwortlich. Zusätzlich war hier auch ein Arbeitsinspektor stationiert.
Anfang August 1915 stammte der Großteil der 115 hier Internierten aus Italien. Etwa 30 Personen arbeiteten hier auf dem Meierhof selbst, der Rest war auf andere Bauernhöfe verteilt.
Im Verlauf des Jahres 1915 wurde eine zusätzliche Baracke errichtet, um eventuell auftretenden Infektionskrankheiten behandeln zu können.
Im November 1915 nahm das Internierungslager Sittmannshof die Internierten des aufgelösten Internierungslagers Steinklamm in seine Verzeichnisse auf, womit der offizielle Personalstand von 115 auf über 4.000 stieg. Italienische Internierte, die ins Internierungslager Katzenau verlegt werden sollten, wurden ebenfalls hier in die Akten genommen.
Aufgrund der sinkenden Zahl an Internierten im Bereich der Bezirkshauptmannschaft Waidhofen an der Thaya beschloss der Bezirkshauptmann, das Lager Sittmannshof mit 31. Mai 1916 zu schließen. Noch hier befindliche Internierte wurden ins Internierungslager Drosendorf verlegt beziehungsweise in dessen Akten übernommen.
Im Juli 1916 meldete der Bezirkshauptmann Bosizio an die Statthalterei, das Lager mit Bauernfamilien und Kühen aus dem Flüchtlingslager Gmünd belegen zu wollen. Anlass für diesen Plan war der ständige Mangel an Milch für die rund 400 Kindern in den Internierungslagern im Zuständigkeitsbereich der Bezirkshauptmannschaft Waidhofen an der Thaya.
Am 15. Juli erfolgte die Neueröffnung, Ende September 1916 kamen 40 Kühe aus dem Flüchtlingslager Gmünd. Die im Verhältnis zum Ertrag zu hohen Kosten der Milchproduktion bewogen die Bezirkshauptmannschaft allerdings dazu, das Unternehmen zu beenden und den Meierhof am 15. Oktober 1916 zu schließen und die Kühe nach Gmünd zurückzuschicken.
Die Grundstücke des Meierhofs wurden von der Verwaltung des Barackenlagers Gmünd übernommen, um sie durch hier angesiedelte Flüchtlingsfamilien bewirtschaften zu lassen.